# Língua bará
A língua bará, pokangá ou barasano do norte é a língua do "povo peixe" Waí Mahã que habita nas cabeceiras dos rios Tiquié, Papurí e Pirá-Paraná em Vaupés e a oeste de São Gabriel da Cachoeira. Pertence ao grupo oriental da família linguística tucano.

## Fonologia
O inventario de fonemas da língua bará está conformado por 6 vogais orais e 6 nasais e 10 consoantes.
| Vogais   | Anteriores | Centrais | Posteriores |
| Fechadas | i ĩ        | ɨ ɨ̃      | u ũ         |
| Médias   | e ẽ        |          | o õ         |
| Abertas  |            | a ã      |             |

| Consoantes        | labial | alveolar | palatal | velar | glotal |
| oclusivas surdas  | p      | t        |         | k     |        |
| oclusivas sonoras | b      | d        |         | ɡ     |        |
| fricativas surdas |        |          |         |       | h      |
| vibrante múltiple |        | r        |         |       |        |
| aproximantes      | w      |          | j       |       |        |

As consoantes sonoras /b/, /d/, /g/, e a aproximante /j/ se realizado nasalizadas [m], [n], [ŋ], [ɲ] antes de vogal nasal. A aproximante /j/ é executada em pés agudos como a africada postalveolar sonora [d͡ʒ]. A vibrante [ɾ]] em pés agudos é realizada como vibrante lateral [ɺ]. e antes da vogal nasal como vibrante nasal [ɾ̃].
O bará é uma língua tonal e apresenta dois tons contrastantes, alto e baixo.